# Roman Danylak
Roman Danylak (* 29. Dezember 1930 in Toronto; † 7. Oktober 2012) war ein Bischof der Ukrainischen Griechisch-Katholischen Kirche.

## Leben
Roman Danylak wurde am 13. Oktober 1957 zum Priester geweiht. Er studierte an der Päpstlichen Universität Urbaniana und erwarb das Lizentiat für Theologie. Er promovierte an der Päpstlichen Lateranuniversität zum Doktor in Kirchen- und Zivilrecht. Von 1973 bis 1990 war er Mitglied der Päpstlichen Kommission für die Erneuerung des  Kirchenrechts für die Ostkirchen. 1992 war er als Kirchenrektor an der St. Josaphat-Kathedrale in Edmonton tätig und wurde am 16. Dezember 1992 von Papst Johannes Paul II. zum Titularbischof von Nyssa ernannt, gleichzeitig wurde ihm das Amt des Apostolischen Administrators von Toronto übertragen. Der Erzbischof Maxim Hermaniuk CSsR von Winnipeg und die Mitkonsekratoren Erzbischof Stephen Sulyk (Philadelphia) und Bischof Basil Filevich (Saskatoon) weihten ihn am 25. März 1993 zum Bischof.

## Konflikte
Die Amtsbefugnisse des Apostolischen Administrator sede plena führten zu einigen Irritationen zwischen dem Heiligen Stuhl und dem noch amtierenden 81-jährigen Bischof Isidore Borecky. Borecky wollte nicht mit dem Erreichen des 75. Lebensjahres sein Rücktrittsgesuch einreichen und lehnte die diesbezüglichen Beschlüsse des Zweiten Vatikanischen Konzils ab. Borecky bestand auf einem Koadjutor statt eines Apostolischen Administrators mit weitergehenden Rechten. Bei dem Konflikt spielten aber auch inhaltliche Unterschiede des Amtsverständnisses und die Duldung verheirateter Priester eine wichtige Rolle. Die Vermittlung Erzbischof Lubomyr Husars aus Lemberg führte zu einer einvernehmlichen Regelung. Am 24. Juli 1998 übernahm Cornelius John Pasichny das Bischofsamt in Toronto. Bischof Danylak wurde zum Kanoniker an der Papstbasilika Santa Maria Maggiore berufen.

## Gegen Sexualerziehung und AIDS-Aufklärung
In Kanada zog Bischof Danylak die Aufmerksamkeit auf sich, als er im März 1998 ein Schulprogramm  zur Sexualerziehung und zur AIDS-Aufklärung in Ontario ablehnte. Seine Erklärung war nicht mit der „Kanadischen Bischofskonferenz der katholischen Bischöfe“ abgestimmt, die für die Einsetzung einer bischöflichen Kommission plädierte. Das Thema führte sowohl innerkirchlich wie auch öffentlich zu heftigen Diskussionen.

## Hostienwunder
Bischof Danylak gibt an, am 22. September 1995 Zeuge eines Hostienwunders in Naju (Korea) gewesen zu sein. Die Zeugnisaussage des Bischofs Roman Danylak lautete: 

„Der Herr liebt die Welt so sehr, so dass wir nicht verloren gehen, sondern um uns das ewige Leben zu schenken ist ER selbst Brandopfer geworden. Zum ersten Mal in der Menschheitsgeschichte sahen die Menschen mit unseren Augen das Heiligste Herz unseres Herrn Jesus Christus.“